# Schistocerca diversipes
Schistocerca diversipes är en insektsart som beskrevs av Morgan Hebard 1923. Schistocerca diversipes ingår i släktet Schistocerca och familjen gräshoppor. Inga underarter finns listade i Catalogue of Life.